# A klón (teleregény, 2001)
A klón egy 2001-es brazil tévéfilmsorozat.

## Történet
A sorozatnak két fő történeti vonala van.

### Az első történet
A marokkói ősökkel rendelkező Luca és Jade 20 éves korukban találkoznak Marokkóban, ahol egymásba szeretnek. Jade-t szigorú erkölcsi szabályok szerint nevelték, így kettőjüknek el kell válniuk, a lánynak pedig férjhez kell mennie egy arab férfihez, akinek még egy asszonya van és velük kell mennie Rio de Janeiróba.
20 év múlva újra találkoznak és elhagyják házastársukat, hogy együtt lehessenek.

### A második történet
Ez a történet Luca titokban készült klónjának történetét kíséri figyelemmel, akinek a neve Leandro.
Dr. Albieri, Lucas családjának egyik barátja, mesterségesen megtermékenyíti Deusát, aki 9 hónap múlva megszüli Leandrót. Leandro teljesen más környezetben nő fel, mint Luca, így teljesen más személyiség lett belőle. Luca nem is sejti, hogy a világban létezik róla egy klón.
A két történet akkor fonódik össze, amikor Luca, Leandro és Jade találkoznak. Jade szerelmes lesz Leandróba, aki a 20 évvel ezelőtt megismert Lucára emlékezteti.

## Szereplők

### Főszereplők
| - Murilo Benício - Lucas Ferraz, Léo (A klón) és Diogo Ferraz - Giovanna Antonelli - Jade - Juca da Oliveira - Augusto Albieri - Eliane Giardini - Nazira - Reginaldo Faria - Leônidas Ferraz - Vera Fischer - Yvete - Stênio García - Ali - Dalton Vigh - Saíd - Daniela Escobar - Maysa - Luciano Szafir - Zein - Adriana Lessa - Deusa - Nívea María - Edna - Antônio Calloni - Mohamed - Letícia Sabatella - Latiffa - Débora Falabella - Mel - Marcelo Novaes - Xande - Solange Couto - Dona Jura - Neuza Borges - Dalva - Jandira Martini - Zoraide - Cristiana Oliveira - Alicinha - Cissa Guimarães - Clarisse - Marcos Frota - Escobar - Osmar Prado - Lobato - Victor Fasano - Tavinho - Beth Goulart - Lidiane - Nívea Stelmann - Ranya - Raul Gazolla - Miro - Juliana Paes - Karla - Mara Manzan - Odete - Roberto Bomfim - Edvaldo - Totia Meirelles - Laurinda - Eri Johnson - Ligeiro - Guilherme Karam - Raposão - Thiago Fragoso - Nando - Viviane Victorete - Regininha - Thaís Fersoza - Telminha - Sérgio Marone - Cecéu - Maria João - Amália | - Myrian Rios - Anita - Francisco Cuoco - Father Matiolli - Murilo Grossi - Júlio - Françoise Forton - Simone - Thalma de Freitas - Carol - Elizângela - Noêmia - Perry Salles - Mustafá - Sebastião Vasconcelos - Abdul - Carla Diaz - Khadija - Stephany Brito - Samira - Thiago de Oliveira - Amin - Sílvio Guindane - Basílio - Christiana Kalache - Aninha - Antônio Pitanga - Tião - Ruth de Souza - Dona Mocinha - Léa Garcia - Lola - Andressa Koetz - Soninha - Ingra Liberato - Amina - Jayme Periard - Rogê - Marcelo Brou - Pitoco - Francyele Freduzesky - Beta - Eduardo Canuto - Gasolina - Paula Pereira - Creuza - Eduardo Martini - Cotia - Carolina Macieira - Sumaya - Yuri Xavier - Zé Roberto - Luã Ubacker - Duda - Aimée Ubacker - Aimée - Karinma El Maatovi - Karima - Ahmed El Maatovi - Ahmed - Michele Franco - Michele - Haylton Farias Da Silva - Haylton - Nóris Barth - Tetê - Rosimar de Melo - Lurdes - Fabiana Alvarez - Zuleika - Gustavo Ottoni - Detective Ramos - Milena Paula - Milena |

### Mellékszereplők az első részben
- Walderez de Barros - Sálua
- Eloísa Mafalda - Sálua szomszédja
- Paulo Betti - Armando
- Nuno Leal Maia - Jorge Luís
- Mário Lago - Dr. Molina
- Beatriz Segall - Miss Penélope Brown
- Tânia Alves - Norma
- Cássia Linhares - Elba
- Karina Bacchi - Muna
- João Carlos Barroso - Severino (Edvaldo barátja)
- Samara Felippo - Diogo / Lucas barátnője
- Pedro Cravo - Diogo / Lucas (gyerekként)
- Victor Coluga - Diogo / Lucas / Léo (gyerek)

### Mellékszereplők a második részben
- Silvia Pfeiffer - Cinira
- Fábio Junqueira - Chuvas
- Alessandro Safina - (önmaga)
- Sérgio Mamberti - Dr. Vilela
- Joana Fomm - Dr. Cecília
- Tácito Rocha - bíró
- Jonas Bloch - ügyvéd a Tavinho és Karla ügyben
- Roberto Pirillo - ügyvéd a Tavinho és Karla ügyben
- Carla Regina - Dora (Xande barátnője)
- Luiz Nicolau - drog díler
- Gustavo Moraes - Clarice fiatal barátja
- Clemente Viscaíno - Mel orvosa
- Tadeu Di Prieto - Mel orvosa

### Mellékszereplők az utolsó részben
- Tony Ramos - Maysa új barátja
- Humberto Martins - Aurélio
- Danielle Winits - Shirley (Escobar új barátnője)
- Henrique Pagnocellis - José Victor (Alicinha új főnöke)
- Cynthia Falabella - Monique (Lobato lánya)
- Caio Junqueira - Pedrinho (Lobato fia)
- Pelé (Édson Arantes do Nascimento) - önmaga
- Michael Bolton - önmaga (Nefertitiben énekel)

## Külső hivatkozások
- A klón a Filmkatalógus.hu-n